# لوک کنارد
لوک کنارد (انگلیسی: Luke Kennard؛ زادهٔ ۲۴ ژوئن ۱۹۹۶) بازیکن بسکتبال اهل ایالات متحده آمریکا است.
از باشگاه‌هایی که در آن بازی کرده‌است می‌توان به دیترویت پیستونز و بسکتبال مردان دوک بلو دولز اشاره کرد.
وی در مسابقات کشوری و بین‌المللی در مجموع برندهٔ ۱ مدال طلا شده‌است.